# 동광초등학교 (강원)
동광초등학교는 대한민국 강원특별자치도 고성군에 있는 공립 초등학교이다.

## 학교 연혁
- 1936년 10월 17일 간이학교 설치
- 1944년 8월 5일 개교
- 1951년 9월 18일 백촌국민학교 승격 인가
- 1955년 11월 1일 교암리로 이전
- 1960년 5월 3일 동광국민학교로 개칭
- 1996년 3월 1일 동광초등학교로 개칭
- 2014년 2월 14일 제63회 졸업식(졸업생 누계 2,185명)
- 2014년 9월 1일 제32대 서태석 교장 부임

## 참고 자료
- 동광초등학교 - 한국교육학술정보원 학교알리미